# Mysmenopsis furtiva
Mysmenopsis furtiva är en spindelart som beskrevs av Coyle och Meigs 1989. Mysmenopsis furtiva ingår i släktet Mysmenopsis och familjen Mysmenidae.
Artens utbredningsområde är Jamaica. Inga underarter finns listade i Catalogue of Life.